# جوآن فروگات
 جوآن فروگات (انگلیسی: Joanne Froggatt؛ زادهٔ ۲۱ اوت ۱۹۸۰) بازیگر اهل بریتانیا است.
از نقش‌آفرینی‌های معروف او می‌توان به بازی در مجموعه تلویزیونی پربینندهٔ دانتون ابی در نقشِ آنا اشاره کرد، وی برای بازی در این سریال برنده دو جایزه گلدن گلوب شده است. وی همچنین در شروود بازی کرده است.